# Frankie Shaw
Rachel Frances "Frankie" Shaw, född 11 november 1986 i Boston i Massachusetts (uppvuxen i förortskommunen Brookline i samma delstat), är en amerikansk skådespelerska, manusförfattare och regissör. Hon är mest känd för rollen som Bridgette Bird, i den egenregisserade Showtimeserien SMILF. Hon är också känd för att spela rollen som Mary Jo Cacciatore i Spike TV-serien Blue Mountain State, och Shayla Nico i USA Network-serien Mr. Robot.
Frankie Shaw är sedan augusti 2016 gift med författarproducenten Zach Strauss. Hon hade innan dess ett förhållande tillsammans med regissören och skådespelaren Mark Webber, med vilken hon har sonen Isaac Love Webber (född 2008).

## Filmografi (i urval)

### Filmer
- 2012 – The End of Love
- 2012 – Knife Fight
- 2013 – The Pretty One
- 2014 – Lullaby
- 2016 – Joshy
- 2016 – Blue Mountain State: The Rise of Thadland
- 2017 – Stronger
- 2019 – Jay and Silent Bob Reboot
- 2021 – No Sudden Move

### TV-serier
- 2005 – Law & Order: Criminal Intent (TV-serie)
- 2006 – The Bedford Diaries (TV-serie)
- 2010–2011 – Blue Mountain State (TV-serie)
- 2011 – Glory Daze (TV-serie)
- 2011 – CSI: New York (TV-serie)
- 2011 – Två panka tjejer (TV-serie)
- 2013 – Hello Ladies (TV-serie)
- 2014 – Mixology (TV-serie)
- 2015 – Mr. Robot (TV-serie)
- 2016 – Flaked (TV-serie)
- 2016 – Good Girls Revolt (TV-serie)
- 2017–2019 – SMILF (TV-serie)
- 2018 – Homecoming (TV-serie)
- 2019 – Drunk History (TV-serie)
- 2019 – Robot Chicken (TV-serie) (röst)